# Ny1 Lupi
Ny1 Lupi (ν1 Lupi, förkortad Ny1 Lup, ν1 Lup), som är stjärnans Bayer-beteckning, är en ensam stjärna i mellersta delen av stjärnbilden Vargen. Den har en magnitud av 5,01 och är synlig för blotta ögat där ljusföroreningar ej förekommer. Baserat på parallaxmätning inom Hipparcosuppdraget på ca 27,9 mas, beräknas den befinna sig på ett avstånd av ca 117 ljusår (36 parsek) från solen.

## Egenskaper
Ny1 Lupi är en gul till vit underjättestjärna av spektralklass F6 III-IV, som anger att spektret har egenskaper som ligger mellan en underjätte och jättestjärna. Den har en massa som är ca 70 procent större än solens massa, en radie som är ca 2,9 gånger solens radie och avger ca 11 gånger mer energi än solen från dess fotosfär vid en effektiv temperatur på ca 6 400 K.
Ny1 Lupi är troligtvis källa till den röntgenstrålning med en styrka på 1,09 × 1029 erg/s, som observeras vid dess koordinater.